# Hakea subsulcata
Hakea subsulcata (лат.) — кустарник, вид рода Хакея (Hakea) семейства Протейные (Proteaceae). Эндемик округов Уитбелт, Большой Южный и Голдфилдс-Эсперанс в Западной Австралии. Цветёт с мая по сентябрь.

## Ботаническое описание
Hakea subsulcata — вертикально растущий кустарник, обычно вырастающий на высоту от 1 до 3 м . Более мелкие ветви густо покрыты сплюснутыми мягкими волосками во время цветения. Ветки с цветками гладкие. Округлые в сечении сине-серые листья имеют длину 3–13 см и диаметр 0,8–1 мм, заканчивая тупой вершиной. Листья имеют рассеянные сплюснутые мягкие волоски или являются гладкими с 12 продольными жилками по длине листа. Соцветие представляет собой зонтик сферической формы из примерно 50 крупных пурпурных, лиловых или кремово-белых цветков на голой древесине или иногда под листьями и редко в пазухах листьев и частично покрытых густой листвой. Цветоножки пурпурные и гладкие, околоцветник лиловый и кремовый, пестик длиной 10–13,5 мм. Мелкие плоды узкие 1–2 см в длину и шириной менее 1 см, сужаются к коническому клюву и обычно растут в кластерах. Цветение происходит с мая по сентябрь.

## Таксономия
Вид Hakea subsulcata был описан швейцарским ботаником Карлом Мейсснером в 1845 году и это описание было опубликовано в Plantae Preissianae. Видовой эпитет — от латинских слов sub- («несколько») и sulcatus, означающего «рифлёный», ссылаясь на структуру листа.

## Распространение и местообитание
H. subsulcata произрастает от Уиалкатчема до Ноуангерапа и на юг до Равенсторпа. Растёт в пустошах, кустарниках и лесах на хорошо дренированной глине, разноцветных песках и суглинках над латеритом, часто с гравием, иногда на гребнях. Это декоративный вид, который может использоваться как живая изгородь и для защиты от ветра.

## Охранный статус
Вид Hakea subsulcata классифицируется как «не угрожаемый» Департаментом парков и дикой природы правительства Западной Австралии.